# Elmer E. Studley

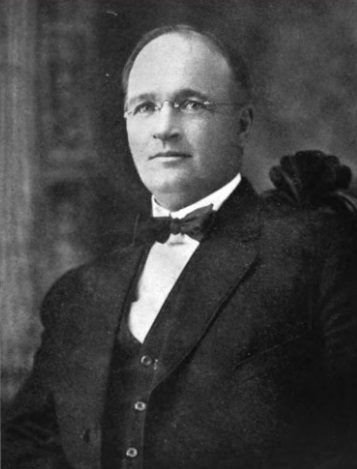
Elmer E. Studley, 1917

Elmer Ebenezer Studley (* 24. September 1869 bei East Ashford, New York; † 6. September 1942 in New York City) war ein US-amerikanischer Politiker. Zwischen 1933 und 1935 vertrat er den Bundesstaat New York im US-Repräsentantenhaus.

## Werdegang
Elmer Studley wurde auf einer Farm im Cattaraugus County geboren. Er besuchte die öffentlichen Schulen seiner Heimat. 1894 absolvierte er die Cornell University in Ithaca. In den Jahren 1894 und 1895 war er als Reporter für einige Zeitungen in Buffalo tätig. Nach einem anschließenden Jurastudium und seiner 1895 erfolgten Zulassung als Rechtsanwalt begann er in Buffalo in diesem Beruf zu arbeiten. Von 1898 bis 1899 nahm er als Oberleutnant einer aus Freiwilligen bestehenden Infanterieeinheit aus dem Staat New York am Spanisch-Amerikanischen Krieg teil. Dabei war er in Kuba eingesetzt.
Zwischen 1899 und 1917 lebte Studley in Raton im New-Mexico-Territorium, wo er als Anwalt praktizierte. Politisch war er damals Mitglied der Republikanischen Partei. 1907 gehörte er dem territorialen Repräsentantenhaus an. Im selben Jahr war er auch Mitglied der New Mexico Statutory Revision Commission. Zwischen 1909 und 1910 amtierte er als Bezirksstaatsanwalt im Colfax und im Union County. Politisch schloss er sich dann der vom früheren Präsidenten Theodore Roosevelt gegründeten Progressive Party an. Im Jahr 1916 war er Delegierter auf deren Bundesparteitag in Chicago. Später wechselte er zu den Demokraten. Seit 1917 lebte Elmer Studley in New York City, wo er ebenfalls als Rechtsanwalt arbeitete. 1924 war er stellvertretender Attorney General von New York; in den Jahren 1925 und 1926 war er Bundesbeauftragter (Commissioner) für den östlichen Teil dieses Staates.
Bei den Kongresswahlen des Jahres 1932 wurde Studley als Demokrat in einem staatsweiten Wahlbezirk von New York in das US-Repräsentantenhaus in Washington, D.C. gewählt, wo er am 4. März 1933 sein neues Mandat antrat. Da er im Jahr 1934 auf eine weitere Kandidatur verzichtete, konnte er bis zum 3. Januar 1935 nur eine Legislaturperiode im Kongress absolvieren. Während dieser Zeit wurden dort die ersten New-Deal-Gesetze der Roosevelt-Regierung verabschiedet. Im Jahr 1935 wurden erstmals die Bestimmungen des  20. Verfassungszusatzes angewendet, wonach die Legislaturperiode des Kongresses jeweils am 3. Januar endet bzw. beginnt. Nach dem Ende seiner Zeit im US-Repräsentantenhaus betätigte sich Studley wieder als Anwalt. Ab Februar 1935 gehörte er außerdem dem Ausschuss für Veteranenanhörungen (Board of Veterans’ Appeals) an. Er starb am 6. September 1942 im New Yorker Ortsteil Flushing.